# Home Hill
Home Hill är en ort i Australien. Den ligger i kommunen Burdekin och delstaten Queensland, omkring 1 000 kilometer nordväst om delstatshuvudstaden Brisbane. Antalet invånare är 2 900.
Runt Home Hill är det mycket glesbefolkat, med 4 invånare per kvadratkilometer.. Närmaste större samhälle är Ayr, nära Home Hill.
Omgivningarna runt Home Hill är en mosaik av jordbruksmark och naturlig växtlighet. Genomsnittlig årsnederbörd är 1 014 millimeter. Den regnigaste månaden är mars, med i genomsnitt 238 mm nederbörd, och den torraste är september, med 1 mm nederbörd.